# مراسم آش‌پزان

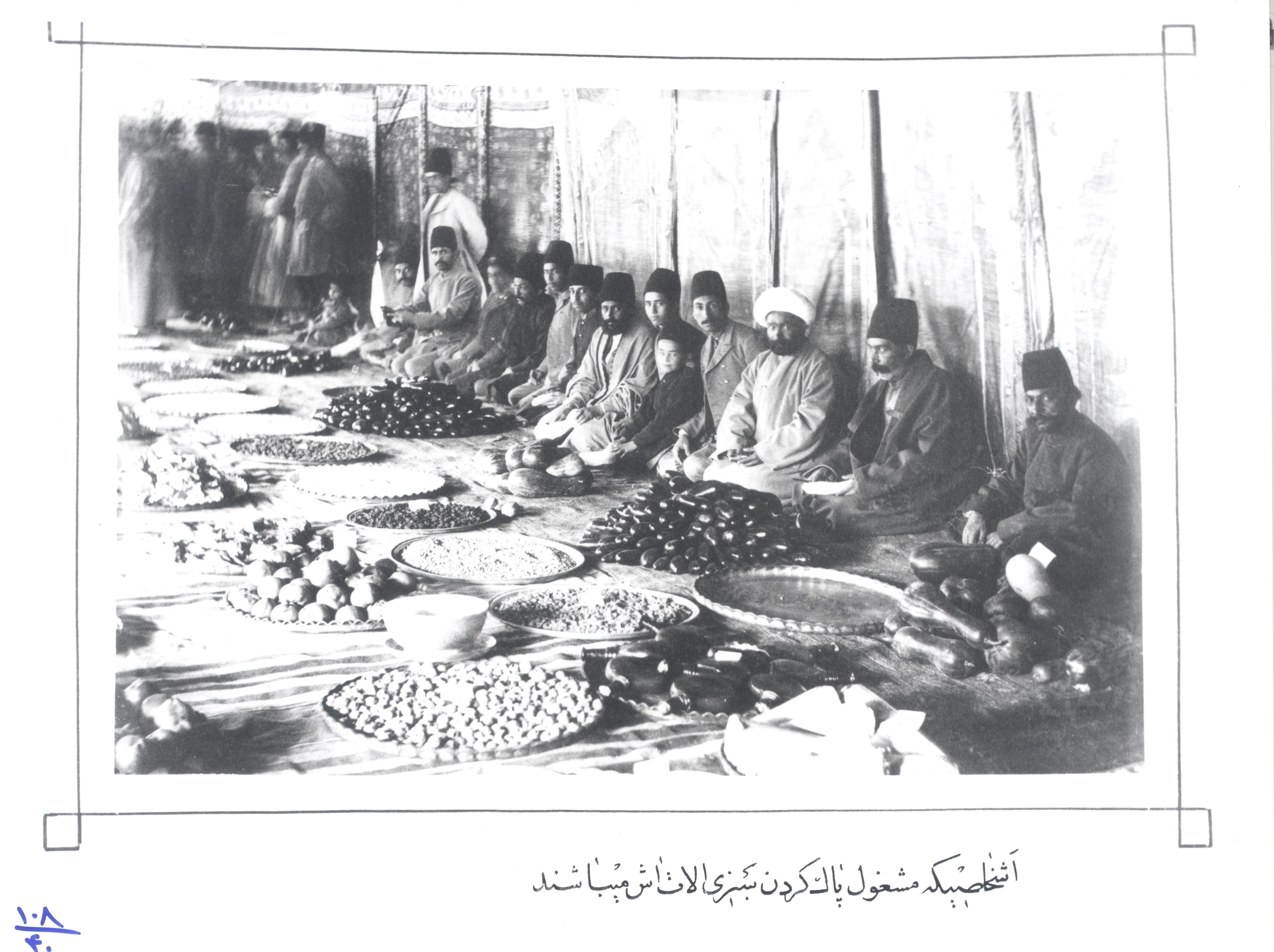

مراسم آش‌پزان یا مراسم آش سرخه‌حصار با آش ییلاقی مراسمی بود که هر ساله در دوران زمامداری ناصرالدین شاه قاجار، عمدتاً در پایان فصل تابستان، در ابتدا در شهرستانک، و بعدها در سرخه‌حصار برگزار می‌شد. در خصوص دلیل طبخ این آش نذری و انجام مراسم آش‌پزان داستان‌های مختلفی بیان شده است. به نقل عبدالله مستوفی، پایه پختن این آش همان آش شله‌قلمکاری بوده است که احتمالاً مهدعلیا مادر ناصرالدین‌شاه، نذر او کرده بود و بعدها پختن این آش نذری از ظاهر اصلی خود دور و به وسیله‌ای برای سرگرمی و تجمل تبدیل شد. ژان باتیست فوریه پزشک ویژه ناصرالدین‌شاه، که خود شاهد اجرای این رسم بوده، دربارهٔ علت پخت این آش این چنین نوشته است: «در سالی که وبا در ایران همه‌گیر شده بود، ناصرالدین‌شاه این آش را نذر کرده بود تا از وبا بگریزد و چون از مبتلا شدن به آن مرض محفوظ ماند، همه‌ساله طی سنتی این نذر را ادا می‌کرده و به آن باور بسیار داشته است». اما نوشته‌های ناصرالدین‌شاه که مربوط به اولین سال آش‌پزان در ۱۲۸۵ قمری است، این دو نظر را مردود می‌کند. ناصرالدین‌شاه در نوشته‌های روزمره خود آورده است: «رفتیم امامه، از راه ورجین، برای شب آش آبگوشت غریبی به اختراع من پخته شد. دیگ را آقا ابراهیم [بعدا" امین‌السلطان] بار کرد. علی‌رضاخان [بعدا" عضدالملک] و محمدعلی‌خان خدمت می‌کردند. ۴۰ قسم ادویه و سبزی، گوشت و غیره، مخلوط به هم کرده، چیز غریبی شده است».

## تاریخچه
به گزارش مخبرالسلطنه هدایت، پختن چنین آشی در دورهٔ پادشاهی فتحعلی شاه قاجار نیز رایج بوده است؛ با این تفاوت که این مراسم در آن دوره، ظاهراً تشریفاتی زنانه بود که در حضور فتحعلی‌شاه و زنان حرم‌سرا و خدمهٔ آن، در روز سیزدهم نوروز با تشریفاتی به مراتب کمتر از مراسم آش‌پزان دورهٔ ناصری برگزار می‌شده است. از جملهٔ مراسم آن روز شکستن بعضی از ظروف و غارت میوه و شیرینی و انداختن بعضی از کنیزان در حالی که لباس چندانی به تن نداشتند، در حوض آب بود تا کشتی بگیرند. زنان حرم‌سرا در گرد حوض به شادی و نشاط می‌پرداختند. پس از آنکه کنیزان از حوض بیرون می‌آمدند. فتحعلی‌شاه به عنوان شاباش سکه به اطراف می‌پاشید و حضار از خانم و کلفت و خواجه و غلام‌بچه برای جمع‌کردن سکه‌ها از سر و کول هم بالا می‌رفتند.

## نقل اعتماد السلطنه
اعتمادالسلطنه در روزنامهٔ خاطرات خود توضیح بیشتری از اولین سال آش‌پزان آورده است و در این باره گفته است: «... فصل پاییز عمامه (امامه) بودیم. بندگان همایون میل کردند طبخ حضوری جلو چادر شود و این عمل تکرار یافت که ۳ شب پی‌درپی مشغول این کار بودند. بعد بنا شد آبگوشتی که از هر قبیل بقولات و حبوبات، بلکه اقسام میوه‌ها هم در او ریخته می‌شد و آش‌مانند چیزی بشود، به ما هم که از خواص بودیم، سهمی و قسمتی داده شود». خاطرهٔ خوب آن روز باعث شد تا طبخ آش در سال بعدی هم (۱۲۸۶ قمری) اجرا گردد. اعتمادالسلطنه در این باره می‌نویسد: «سال دیگر این عمل قدری ترقی کرد. در اواخر ییلاق نمی‌دانم کجا بودیم، آش پخته شد. قدری مفصل‌تر از سال گذشته و بنا شد این عمل محض سلامت وجود پادشاه همه‌ساله در ییلاق معمول شود».
از گفته اعتمادالسلطنه واضح ست که طبخ این آش علاوه بر جنبهٔ سرگرمی و تفرج، جنبهٔ اعتقادی نیز داشته است، و برای دفع کردن خطرات از ناصرالدین شاه پخته می‌شده است و از جهت است که غالب کسانی که نوشته‌هایی دربارهٔ اجرای این رسم نگاشته‌اند، از آن به‌عنوان آش نذری یاد کرده و قصد داشته‌اند برای به ادای آن نذر دلیلی بیابند.
در ۱۲۸۷ قمری که ناصرالدین‌شاه در راه کربلا و نجف بود، این رسم با تشریفات بیشتر در نزدیکی رباط‌کریم، توسط آقا ابراهیم که در آن وقت عنوان آبدارباشی شاه را داشت، برگزار شد. آن سال خرج پخت آش به ۷۰ تومان شد و به کل اهل کاروان حتی به سربازان نیز قسمی داده شد. شاه در خاطرات هر روز خود درخصوص برگزاری این رسم در آن سال فقط به ذکر این عبارت که «امروز آبگوشت در حضور بار می‌کنیم» اکتفا کرده است. و از بازگویی جامع این مراسم اجتناب کرده است. احتمالاً این سکوت او به دلیل قحطی و وبایی بوده باشد که در آن سال کل ایران را فراگرفته بود و ناصرالدین‌شاه ترجیح داد است که از ریخت و پاش‌های دربار چیزی ننویسد. به نوشتهٔ اعتمادالسلطنه پس از رجوع ناصرالدین شاه از عراق، این مراسم سالانه با تشریفات بیشتری برگزار می‌شده است. چنان‌که در ۱۲۹۸ قمری، حدود ۱۴ سال پس از نخستین سال آش‌پزان، هزینهٔ برگزاری آن مراسم به ۱۳۰۰ تومان، و در اواخر، هزینهٔ آن به ۳ تا ۴ هزار تومان رسیده بود.

## محل برگزاری
مراسم آش‌پزان همواره در شهرستانک اجرا می‌شد اما بعد از آن به علت دوری راه که سختی‌هایی را برای دعوت‌شدگان به همراه داشت، ناصرالدین‌شاه سرخه‌حصار (قصر یاقوت) را برای برگزاری این رسم انتخاب کرد. یک هفته قبل از برگزاری مراسم از طرف خوان‌سالار دعوت‌نامه برای شاهزادگان و اشراف و وزیران ارسال می‌شد و در روز تعیین شده مدعوین با کالسکه و درشکه و سواره خود را به محل برگزاری مراسم می‌رساندند.

## نحوه برگزاری
در مراسم در محوطه‌ای باز در زیر سایهٔ درختان چادرهایی می‌افراشتند که ۳ سوی آن با حصیرهایی از جنس نی محصور بود و روبه‌روی چادرها، اجاق‌هایی می‌بستند و دیگ‌های بزرگ حلقه‌دار که در اواخر شمار آنها به ۳۰ عدد می‌رسید، بالای اجاق‌ها قرار می‌دادند. درون چادر میانه که از دیگر خیمه‌ها بزرگ‌تر بود، سفره‌ای پهن و گرد آن سینی‌هایی بزرگ می‌نهادند که پر از حبوبات و بقولات و ادویه‌ها و سبزی‌های خوش‌بو و انواع میوه‌ها بود. شاگرد آشپزها گوشت‌های گوسفندان و مرغان را خرد می‌کردند. وزیران، شاهزادگان و دیگر رجال سیاسی در حالی که روی زمین نشسته بودند، هر یک به پوست‌کندن بادمجان و کدو و پاک کردن سبزی و حبوبات مشغول می‌شدند و شاید در دل به این کار عبث هزار ناسزا می‌گفتند. ناصرالدین‌شاه نیز با شور و شعف به نظارهٔ آنها می‌نشست و از دیدن این صحنه لذت می‌برد. پس از پایان یافتن کارهای ابتدایی، مواد آماده شده را با هم درمی‌آمیختند و با دست در دیگ‌های پر از آب جوش می‌ریختند و تا غروب زیر دیگ‌ها را با کنده‌های بزرگ روشن نگاه می‌داشتند.

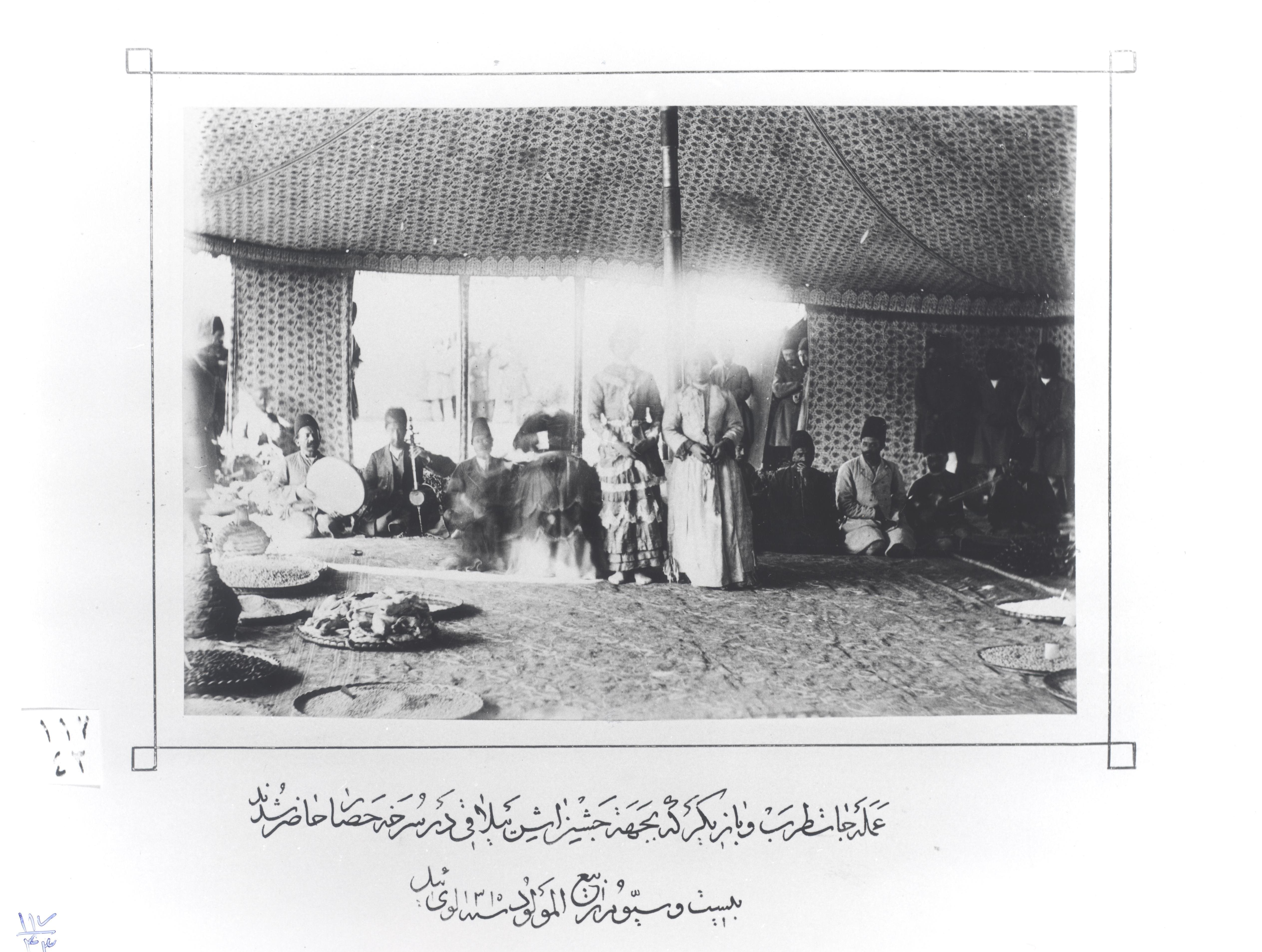
نوازندگان در مراسم

تا پختن کامل آش نوازندگان می‌نواختند و خنیاگران می‌خواندند و پسر بچه‌هایی که لباس دخترانه به تن داشتند، با آهنگ شیپور، دایره و تنبک می‌رقصیدند و دلقک‌ها و بذله‌گویان درباری با اجرای نمایش و گفتن لطیفه مهمانان را سرگرم می‌کردند و برخی از افراد به بازی تخته نرد و برد و باخت می‌پرداختند. در آن روز رسم بر آن بود که سروش اصفهانی (شمس‌الشعرا) بیتی چند در توصیف آن روز و مدح شاه می‌خواند و همان‌جا خلعت می‌گرفت. پس از آماده شدن آش، ناصرالدین‌شاه از جا برمی‌خاست و حاضران به چادرهای خود می‌رفتند و جز خواجه‌سرایان کسی نمی‌ماند؛ آن‌گاه به اشارهٔ ناصرالدین‌شاه در اندرون را می‌گشودند و اهل حرم‌سرا از خانم و خدمتگزار با جامه‌های ملون بیرون می‌آمدند و با فریاد شوق و شادی دور دیگ‌ها حلقه می‌زدند؛ در این زمان انیس‌الدوله، سوگلی ناصرالدین‌شاه، با چمچه‌ای از زر ناب آش در کاسهٔ ناصرالدین‌شاه می‌کشید؛ پس از آن دیگر زنان حرم‌سرا به کشیدن آش در کاسه‌هایی که از پیش آماده شده بود، می‌پرداختند و شاه با شادی و شعف بسیار به تماشای این منظره می‌نشست. خواجه‌سرایان کاسه‌های پر از آش را به چادرها و سفره‌هایی که در نقاط مختلف گسترده بودند، می‌بردند و با وجود خوراکی‌های دیگر که در سفره‌ها حاضر بود، آن روز کسی جز آش چیزی نمی‌خورد. گاه به امر ناصرالدین‌شاه چند کاسه آش برای بعضی از خانم‌ها که نمی‌توانستند به‌سبب دوری راه در مراسم حاضر شوند، به تهران فرستاده می‌شد.
هر چند ناصرالدین شاه از این مراسم احساس خوشی داشت و در بیشتر اوقات آخر روز آش‌پزان در دفتر خاطراتش می‌نوشت: «الحمدللٰه خوش گذشت»، اما برگزاری چنین مراسم پرهزینه‌ای نزد بسیاری کاری عبث می‌نمود؛ چنانچه اعتمادالسلطنه در روزنامهٔ خاطرات می‌نویسد: «امروز آش‌پزان است. همان آش قجری بی‌پیر هر سال که سه ـ چهار هزار تومان در این بی‌پولی دولت خرج می‌شود. نه فایدهٔ دینی دارد و نه دولتی و نه دنیوی». یا در جای دیگر می‌نویسد: «این مجلس آش‌پزان جز خون جگر هیچ فایده‌ای ندارد»

## مثل
این آش از آن‌رو که مواد مختلفی در پختن آن به کار می‌رفت، نزد مردم ضرب‌المثل بود و هر ترکیب ناهمگون را به آش سرخه‌حصار یا آش قجری تشبیه می‌کرده‌اند.